# Helictotrichon hideoi
Helictotrichon hideoi là một loài thực vật có hoa trong họ Hòa thảo. Loài này được (Honda) Ohwi mô tả khoa học đầu tiên năm 1937.